# Староселье (Миропольское сельское поселение)
Староселье — деревня в Смоленской области России, в Ярцевском районе. Население — 3 жителя (2008 год). Расположена в центральной части области в 32 км к северо-востоку от Ярцева, в 7 км к югу от деревни Мирополье, по автодороге Ярцево — Холм-Жирковский, на правом берегу реки Вопь.
Входит в состав Миропольского сельского поселения.

## Экономика
Фермерские хозяйства, начальная школа, библиотека, дом культуры.